# دانان
دانان، روستایی از توابع بخش موچش شهرستان کامیاران در استان کردستان ایران است. به گفته ریش سفیدان علت نامگذاری این روستا تأسیس آن توسط دانایان بوده که روستا نیز به همین نام می‌باشد؛ و دارای دو طایفهٔ بلیلون و سوسور می‌باشد. نقاط دیدنی این روستا قلعهٔ قلا تپ، تپهٔ پیر رستم و تپهٔ گلابی هستند.

## جمعیت
این روستا در دهستان عوالان قرار دارد و براساس سرشماری مرکز آمار ایران در سال ۱۳۸۵، جمعیت آن ۲۹۸ نفر (۶۹خانوار) بوده‌است.